# RG-31 Nyala

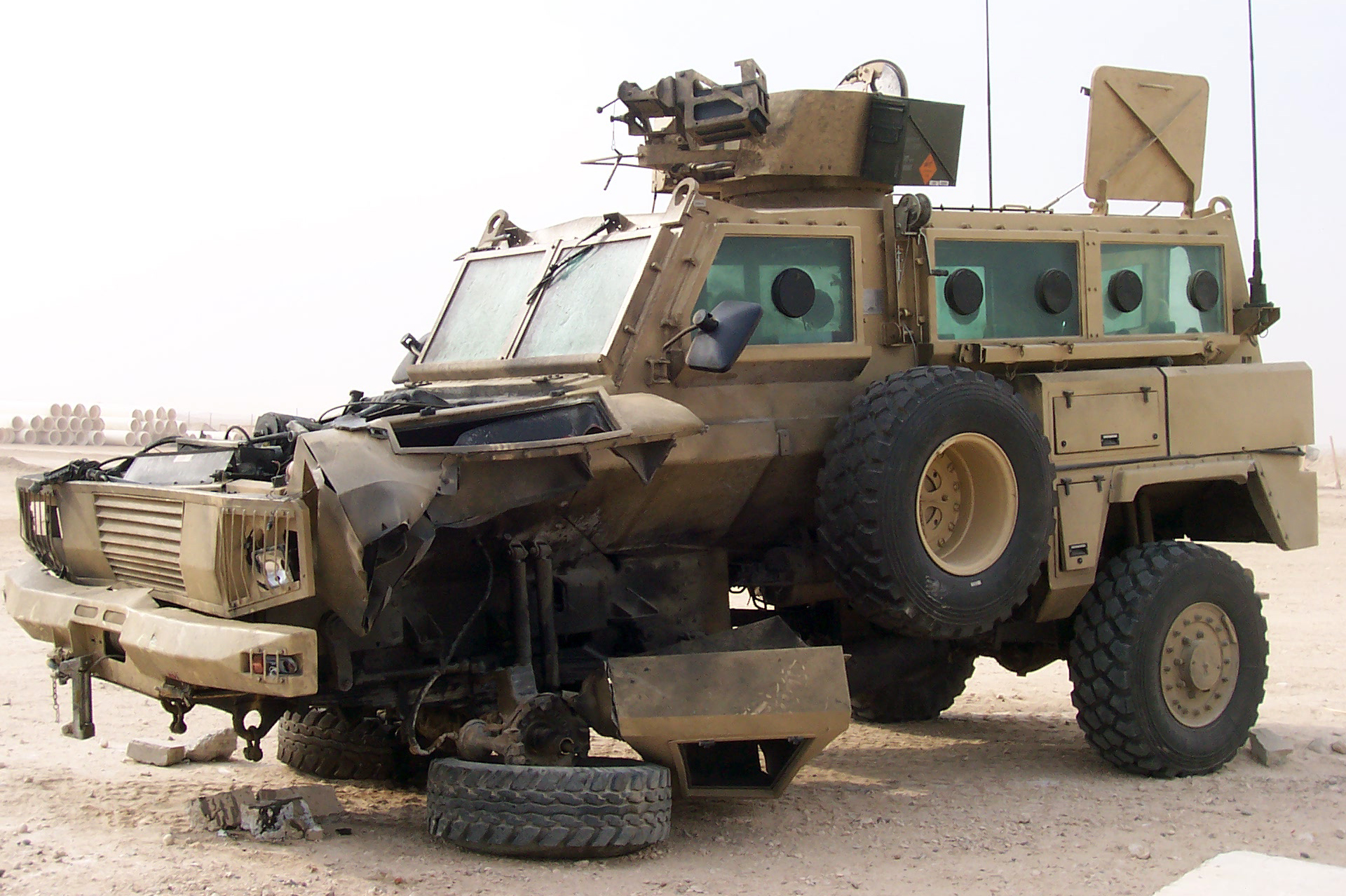
Nyala zniszczona przez wybuch miny

RG-31 Nyala – lekki wielozadaniowy transporter opancerzony produkowany w Republice Południowej Afryki przez Land Systems OMC (część koncernu BAE Systems), bazujący na doświadczeniu firmy TFM, producenta pojazdu Mamba. ONZ używa pojazdów Nyala jako pojazdu wielozadaniowego w misjach stabilizacyjnych. Jest on również wykorzystywany przez prywatne firmy i organizacje na terenach zagrożonych występowaniem min. Nowszą wersją pojazdu jest RG-32 Scout.

## Opis konstrukcji
Pojazd wykorzystuje pełnoskorupowy kadłub z płyt pancernych od dołu wyprofilowany w kształt litery V. Posiada tylko szerokie drzwi tylne i osiem włazów dachowych. Ma ergonomiczną konstrukcje, wydajną klimatyzację i możliwość montażu pakietu zimowego. W pancernych szybach umieszczone są gumowe porty umożliwiające strzelanie z broni osobistej.